# 도체찰사
도체찰사(都體察使)은 조선에서 사용하던 임시관직이다. 의정(議政)이 맡았으며, 임금의 명을 받아서 보통 1개 이상의 도(道)의 군정 및 민정을 총괄하여 다스렸다. 고려 말에 해당 명칭이 처음 사용되었다.

## 같이 보기
- 정1품: 도체찰사
- 종1품: 체찰사
- 정2품: 도순찰사